# Giovanni D'Amato
Giovanni D'Amato foi um prelado católico romano que serviu como bispo de Minori (1565–1567).

## Biografia
No dia 12 de outubro de 1565, Giovanni D'Amato foi nomeado Bispo de Minori durante o papado de Pio IV. A 21 de outubro de 1565, foi consagrado bispo por Giovanni Antonio Serbelloni, bispo de Novara, com Antonio Elio, patriarca titular de Jerusalém, e Ascanio Albertini, bispo de Avellino e Frigento, servindo como co-consagradores. Serviu como Bispo de Minori até à sua renúncia em 1567.

## Sucessão episcopal
Enquanto bispo, ele foi o principal co-consagrador de:
- Felice Peretti Montalto, bispo de Sant'Agata de' Goti (1567);
- Gaspare Visconti, Arcebispo de Milão (1584);
- Francesco Liparuli, (Liparolo), Bispo de Capri (1584);
- Cesare Speciano, (Speciani), Bispo de Novara (1584); e
- Fulvio Passerini, Bispo de Avellino e Frigento (1591).